# Oak Run
Oak Run – jednostka osadnicza w Stanach Zjednoczonych, w stanie Illinois, w hrabstwie Knox.